# 福尔考什·阿格奈什
福尔考什·阿格奈什（匈牙利語：Farkas Ágnes，1973年4月21日—），匈牙利女子手球运动员。她曾代表匈牙利参加2000年和2004年夏季奥林匹克运动会手球比赛，获得一枚银牌。